# Oncideres glebulenta
Oncideres glebulenta là một loài bọ cánh cứng trong họ Cerambycidae.